# Aleksandr Szlachturow
Aleksandr Szlachturow (ros. Алекса́ндр Васи́льевич Шляхту́ров, ur. 4 lutego 1947) – rosyjski generał pułkownik w stanie spoczynku, były Zastępca Szefa Sztabu Generalnego Wojsk Federacji Rosyjskiej, były Szef GRU.

## Życiorys
Urodził się 4 lutego 1947.
Przed wyznaczeniem na stanowisko Szefa GRU był pierwszym zastępcą, odpowiedzialnym za wywiad strategiczny. Wcześniej ukończył Wojskową Akademię Dyplomatyczną i odbywał służbę w departamencie walutowo–finansowym Ministerstwa Spraw Zagranicznych Federacji Rosyjskiej. 
Od 30 czerwca 2011 stał na czele rady nadzorczej (dyrektorów spółki) Oboronserwis. Od 22 grudnia 2011 na takim samym stanowisku w spółce Korporacja, zajmującej się m.in. produkcją systemów rakietowych.
24 grudnia 2011 zwolniony ze stanowiska Szefa GRU i przeniesiony w stan spoczynku, oficjalnie z powodu osiągnięcia wieku emerytalnego